# 박태보전
《박태보전(朴泰輔傳)》은 박태보의 생애와 숙종의 장희빈 책봉에 반대하여 상소하다가 숙종에게 친국을 당한 사건을 형상화한 소설이며, 《박응교전》 등으로 불린다. 많은 국문 이본과 몇 종의 한문 이본이 있는데, 200여 년의 시간 동안 지어졌다. 이 이본들에서 박태보의 '충'을 해석하는 조선인들의 시각이 달라졌음을 알 수 있다.